# Gorban (Iași)
Gorban é uma comuna romena localizada no distrito de Iaşi, na região de Moldávia. A comuna possui uma área de 40.41 km² e sua população era de 2910 habitantes segundo o censo de 2007.